# Ghoumari
 (juin 2016).
- Si vous ne connaissez pas le sujet, laissez ce bandeau (vous pouvez alors contacter les auteurs).
- Si vous supprimez le contenu mis en cause (vous pouvez préalablement contacter les auteurs),

argumentez précisément cette suppression dans la page de discussion
(un manque de référence n'est pas un argument ; une recherche réelle de référence doit avoir été effectuée, être formellement documentée).
Ghoumari ou Ghoumara ou Ghomert est  une  tribu faisant partie des Zénètes. Les Zeroual appartiennent à cette tribu. Ils habitaient le pied des monts Aurès, le Zab et la Hodna. 

## Étymologie
Procope les nommait Zervouli et en grec Zerboulé. Et Corripus les appelle Zerquiles. 